# Joel Miller
 (mars 2023).
La mise en forme du texte ne suit pas les recommandations de Wikipédia : il faut le « wikifier ».
Les points d'amélioration suivants sont les cas les plus fréquents. Le détail des points à revoir est peut-être précisé sur la page de discussion.
- Les titres sont pré-formatés par le logiciel. Ils ne sont ni en capitales, ni en gras.
- Le texte ne doit pas être écrit en capitales (les noms de famille non plus), ni en gras, ni en italique, ni en « petit »…
- Le gras n'est utilisé que pour surligner le titre de l'article dans l'introduction, une seule fois.
- L'italique est rarement utilisé : mots en langue étrangère, titres d'œuvres, noms de bateaux, etc.
- Les citations ne sont pas en italique mais en corps de texte normal. Elles sont entourées par des guillemets français : « et ».
- Les listes à puces sont à éviter, des paragraphes rédigés étant largement préférés. Les tableaux sont à réserver à la présentation de données structurées (résultats, etc.).
- Les appels de note de bas de page (petits chiffres en exposant, introduits par l'outil «  Source ») sont à placer entre la fin de phrase et le point final[comme ça].
- Les liens internes (vers d'autres articles de Wikipédia) sont à choisir avec parcimonie. Créez des liens vers des articles approfondissant le sujet. Les termes génériques sans rapport avec le sujet sont à éviter, ainsi que les répétitions de liens vers un même terme.
- Les liens externes sont à placer uniquement dans une section « Liens externes », à la fin de l'article. Ces liens sont à choisir avec parcimonie suivant les règles définies. Si un lien sert de source à l'article, son insertion dans le texte est à faire par les notes de bas de page.
- La présentation des références doit suivre les conventions bibliographiques. Il est recommandé d'utiliser les modèles {{Ouvrage}}, {{Chapitre}}, {{Article}}, {{Lien web}} et/ou {{Bibliographie}}. Le mode d'édition visuel peut mettre en forme automatiquement les références.
- Insérer une infobox (cadre d'informations à droite) n'est pas obligatoire pour parachever la mise en page.

Pour une aide détaillée, merci de consulter Aide:Wikification.
Si vous pensez que ces points ont été résolus, vous pouvez retirer ce bandeau et améliorer la mise en forme d'un autre article.
Joel Miller est un personnage fictif de la série de jeux vidéo The Last of Us de Naughty Dog. Dans les jeux, il est interprété par Troy Baker à travers la capture de mouvement et le doublage. Dans l'adaptation télévisée, il est interprété par Pedro Pascal. Dans le premier jeu, The Last of Us (2013), Joel est le protagoniste principal qui est chargé d'escorter la jeune Ellie à travers les États-Unis post-apocalyptiques, dans le but de créer un remède potentiel contre une infection contre laquelle Ellie est immunisée. Joel apparaît aussi brièvement dans la campagne du contenu téléchargeable The Last of Us: Left Behind (2014). Joel est tué dans The Last of Us Part II  par une femme nommée Abby, dont il avait tué le père lors du premier jeu, incitant Ellie à se venger.
Joel a été créé par Neil Druckmann, le directeur créatif et scénariste de The Last of Us. Le casting du personnage était vaste, car sa relation avec Ellie était impérative pour le jeu ; c'était le point central du développement du premier jeu, avec tous les autres éléments développés autour de lui. Troy Baker a inspiré des aspects de la personnalité de Joel, rendant le personnage plus émotif qu'initialement lancé. Druckmann voulait que les joueurs, en particulier les parents, se rapportent à Joel grâce à ses liens avec Ellie. Il considérait le personnage comme quelqu'un de moralement complexe. Pour la partie II, Druckmann a estimé que l'arc du personnage de Joel était complet après l'original et que sa mort était au cœur du développement du jeu.
Le personnage a été bien accueilli par les critiques, son alchimie avec Ellie fait souvent preuve d'éloges. La sympathie et la complexité du personnage ont également été saluées. La performance de Baker dans les deux jeux a été très appréciée et a reçu de nombreux prix et nominations.

## Création
L'équipe de développement de The Last of Us a passé plus de temps à sélectionner l'acteur pour Joel qu'Ellie, car l'alchimie entre les deux personnages était impérative pour le jeu. Après que Troy Baker et l'actrice d'Ellie Ashley Johnson aient joué côte à côte, l'équipe s'est rendu compte que le premier correspondait parfaitement au rôle de Joel, malgré le jeune âge de l'acteur. Le directeur créatif Neil Druckmann a attribué la voix et le mouvement de Baker au choix de l'équipe de lui attribuer ce rôle. Baker a grandement contribué au développement du personnage. Par exemple, il a convaincu Druckmann que Joel s'occuperait de Tess en raison de sa solitude. Lors de la conception de l'apparence physique de Joel, l'équipe a essayé de le faire paraître "suffisamment flexible" pour lui permettre d'apparaître à la fois comme un "opérateur impitoyable dans le sous-sol d'une ville en quarantaine" et comme une "figure paternelle attentionnée pour Ellie".  Son apparition visait à évoquer " l'Amérique rurale", faisant référence aux valeurs d'autonomie et d'ingéniosité face aux difficultés et aux privations.L'équipe a expérimenté son apparence pour déterminer son âge dans le jeu.
Lors de l'écriture de Joel, Druckmann s'est d'abord inspiré de la représentation de Josh Brolin de Llewelyn Moss dans No Country for Old Men (2007), qu'il considérait comme "très calme, très cool sous pression". Cependant, l'interprétation de Baker de Joel en tant que personnage plus émotif a fait évoluer le personnage d'une manière différente. En fin de compte, le récit est devenu une exploration de la volonté d'un père de sauver son enfant. Au départ, Joel était prêt à se sacrifier, avant d'évoluer là où il fut prêt à sacrifier ses amis, jusqu'à ce qu'il ressente finalement qu'il sacrifierait toute l'humanité pour sauver Ellie.

Druckmann a estimé que les joueurs, en particulier les parents, pourraient s'identifier au personnage de Joel et à son lien avec Ellie. Baker pense que Joel découvre la moralité tout au long du récit du jeu, en faisant la différence entre la perte et le sacrifice, et sa véritable personnalité qui commence à se manifester. Druckmann est devenu intrigué par les joueurs qui ont discuté de la moralité de Joel, le distinguant comme un héros ou un méchant. Druckmann a estimé que Joel n'était "qu'une personne complexe qui a pris de bonnes et de mauvaises décisions", mais il l'a laissé ouvert à l'interprétation. Lors de l'audition pour le rôle, Baker a lu une phrase sur la feuille de personnage qui indiquait que Joel avait "peu de lignes morales à franchir", ce qui est devenu pour lui le "point d'ancrage" du personnage. Baker a eu beaucoup de mal à filmer le prologue du jeu, qui présente des scènes avec Joel et sa fille Sarah, interprétées par Hana Hayes. Lors du visionnage ultérieure des premières séquences de la scène, Druckmann a estimé qu'elle pouvait encore être améliorée. Lors du tournage de la scène à nouveau, Druckmann a expliqué à Baker comment l'exécuter et a estimé que c'était la meilleure solution. Bien que Baker ait d'abord trouvé la prise trop "mécanique", il s'est rendu compte juste après qu'il avait essayé d'impressionner le public par son jeu, et que ce n'était "pas ce dont la scène avait besoin".

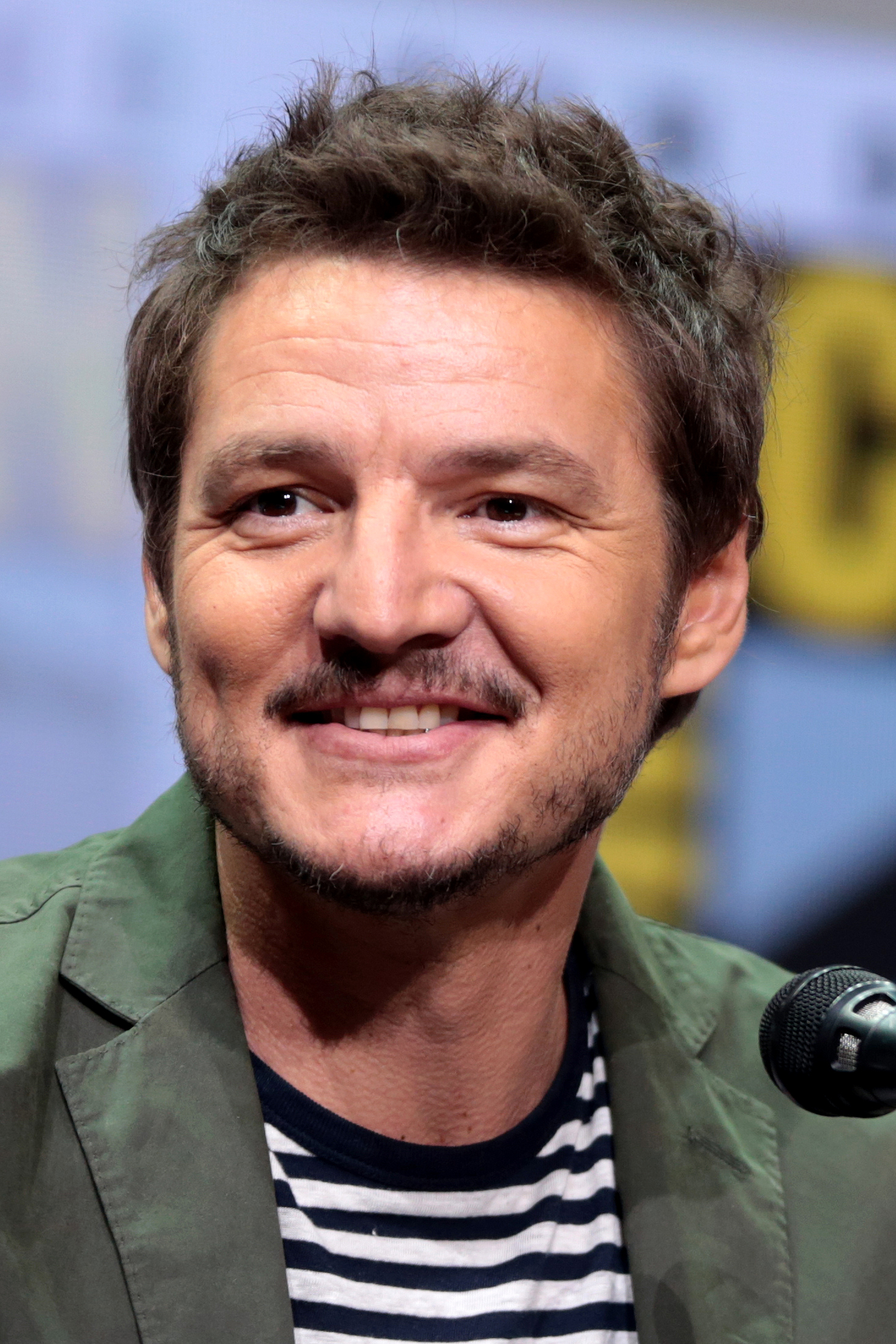
L'acteur Pedro Pascal incarne Joel Miller dans l'adaptation du jeu en série

Druckmann a estimé que l'arc de personnage de Joel était complet après le premier jeu. La mort de Joel était au cœur de la structure narrative de The Last of Us Part II dès le début du développement;  Druckmann le considérait comme l'une des plus difficiles à écrire, à répéter et à tourner. Bien que cela ait initialement provoqué une certaine résistance interne, l'équipe s'est sentie obligée lorsque davantage de récit fut construit. Une première version de la scène de la mort de Joel lui a fait prononcer "Sarah", le nom de sa fille, jusqu'à ce que Baker lui suggèra de garder le silence. Alors que la mort de Sarah dans le premier jeu visait à évoquer la tristesse, la mort de Joel vise à susciter la colère. Ellie était à l'origine absente pendant la scène et devait être informée par le frère de Joel, Tommy, mais Druckmann a estimé que le fait d'être témoin de la mort à travers la perspective d'Ellie soulignait la colère du joueur. Il voulait que cela soit dépeint comme "grossier, sans cérémonie et humiliant" au lieu d'héroïque; c'était à l'origine plus horrible, mais plus tard atténué car le gore n'était pas crucial pour la scène. Il a prédit que cela pourrait entraîner des réactions négatives, mais a estimé qu'il était nécessaire de raconter l'histoire; il a particulièrement estimé que la notoriété de Naughty Dog dans l'industrie lui donnait l'opportunité de prendre des risques que d'autres développeurs ne pouvaient pas. Dans une version antérieure de la scène, Abby devait poignarder Joel dans le dos et tordre le couteau pour paralyser Joel. Cependant, comme les couteaux sont plus étroitement associés à Ellie, l'équipe l'a remplacé par un club de golf, en partie inspiré par un incident dans la jeunesse de Druckmann.
En février 2021, Pedro Pascal fut sélectionné pour jouer le rôle de Joel dans l'adaptation télévisée des jeux vidéo sur HBO.

## Personnage
Dans le prologue de The Last of Us, Joel, en tant que père célibataire, est dépeint comme sensible et émotionnellement engagé avec sa fille. Après sa mort et les 20 années qui ont suivi, au cours desquelles Joel a été témoin d'événements plus horribles, il a considérablement changé, utilisant la violence pour résoudre les problèmes et montrant de la réticence lorsqu'on lui demanda d'escorter Ellie. Joel est souvent décrit comme un anti-héros.  Il est un survivant endurci dont l'obsession de la survie est alimentée par sa désensibilisation due à la mort de sa fille. Les années de survie de Joel l'ont amené à devenir ingénieux, pratique et émotionnellement impénétrable, bien qu'il soit toujours traumatisé et vulnérable. Il évite de s'attacher aux autres car il craindrait de les perdre. Chacun de ses mouvements témoigne de son âge et de son expérience, portant le poids des vies perdues. Au fur et à mesure que le jeu progresse, Joel devient plus sensible avec Ellie et lui parle d'une manière auparavant réservée à sa fille. L'acte de Joel de sauver Ellie dans la conclusion du premier jeu montre qu'il est devenu trop sentimental et attaché à Ellie pour "faire la bonne chose", un trope souvent démontré chez les héros masculins. Son acte est vu par certains comme un acte de rédemption, et par d'autres comme un acte d'égoïsme.

## Apparence
Originaire du Texas, Joel était un père célibataire dans la fin de la vingtaine ou au début de la trentaine  lorsque l'épidémie initiale de Cordyceps se produisit. Fuyant sa maison près d'Austin avec son frère Tommy et sa fille de 12 ans Sarah, ils ont été impliqués dans une fusillade avec un soldat; Sarah fut mortellement blessée et mourut dans les bras de Joel, le laissant traumatisé. Au cours des 20 années qui ont suivi, Joel a fait tout ce qu'il avait à faire pour survivre,. Pendant le temps passé dans le monde post-apocalyptique brutal, encore amer de la mort de sa fille, Joel est devenu un survivant endurci physiquement et mentalement. Il a un style de combat brutal et est capable de vaincre des hommes beaucoup plus jeunes au corps à corps.
20 ans après la mort de Sarah, Joel travaille comme contrebandier dans la zone de quarantaine de Boston, gouvernée par une dictature militaire, avec son amie et compagne Tess. Alors qu'ils recherchent un ancien complice qui a volé une partie de leur marchandise, Joel et Tess sont chargés par Marlene, une connaissance et chef d'une milice rebelle appelée les Lucioles, de faire passer Ellie, 14 ans, à un point de rendez-vous. En s'y rendant, Joel découvre qu'Ellie est immunisée contre l'infection. À leur arrivée, Tess révèle qu'elle a été infectée et insiste pour que Joel retrouve Tommy, une ancienne Luciole, afin de poursuivre la mission. Joel est d'abord hargneux et distant envers Ellie, bien qu'il commence à se rapprocher d'elle au fur et à mesure que leur voyage se poursuit. Cela est aggravé lorsque Joel, ayant initialement demandé à Tommy de continuer à sa place après l'avoir rencontré dans la colonie de Tommy à Jackson, change d'avis et continue le voyage comme prévu. Leur lien s'approfondit quand Ellie perd presque Joel à cause d'une blessure grave, et quand il vient à son aide après qu'elle a failli être tuée par une bande de cannibales dans le Colorado. En fin de compte, Joel montre son dévouement envers Ellie lorsqu'il choisit de la sauver des médecins du camp des Lucioles qui prévoyaient de retirer et d'examiner son cerveau, sans laisser le choix à Ellie. Pour s'assurer qu'ils ne soient pas poursuivis, Joel tua Marlene. En s'éloignant, Ellie se réveille et Joel lui dit que les médecins ont renoncé à découvrir un remède. Ellie le confronte bientôt sur les événements, et Joel lui jure qu'il dit la vérité.
Joel et Ellie construisent une vie à Jackson avec Tommy. Dans le prologue de The Last of Us Part II, Joel avoua sa culpabilité à Tommy pour avoir menti à Ellie. Des flashbacks dans le jeu montrent que Joel emmène Ellie lors d'un voyage d'anniversaire dans un musée, puis lui avoue finalement la vérité après son retour à l'hôpital pour le découvrir par elle-même. Quatre ans après le premier jeux, Ellie promet d'essayer de pardonner à Joel d'avoir arrêté les Lucioles. Lors d'une patrouille le lendemain, Joel et Tommy sauvèrent une inconnue nommée Abby d'une attaque d'infectés et échappent à une grande horde, pour ensuite retourner à un guet dirigé par le groupe d'Abby. Après avoir échangé leurs noms, Joel et Tommy furent rapidement attaqués par le groupe d'Abby, révélant être d'anciennes lucioles qui font maintenant partie du Front de libération de Washington (WLF), une milice basée à Seattle. Ellie les trouva mais fut agressée et regarda, impuissante, Abby battre Joel à mort avec un club de golf; il est révélé plus tard que le père d'Abby était le principal chirurgien des Lucioles tué par Joel alors qu'il sauvait Ellie, et qu'Abby et son groupe avaient cherché à se venger de lui depuis.

## Réception

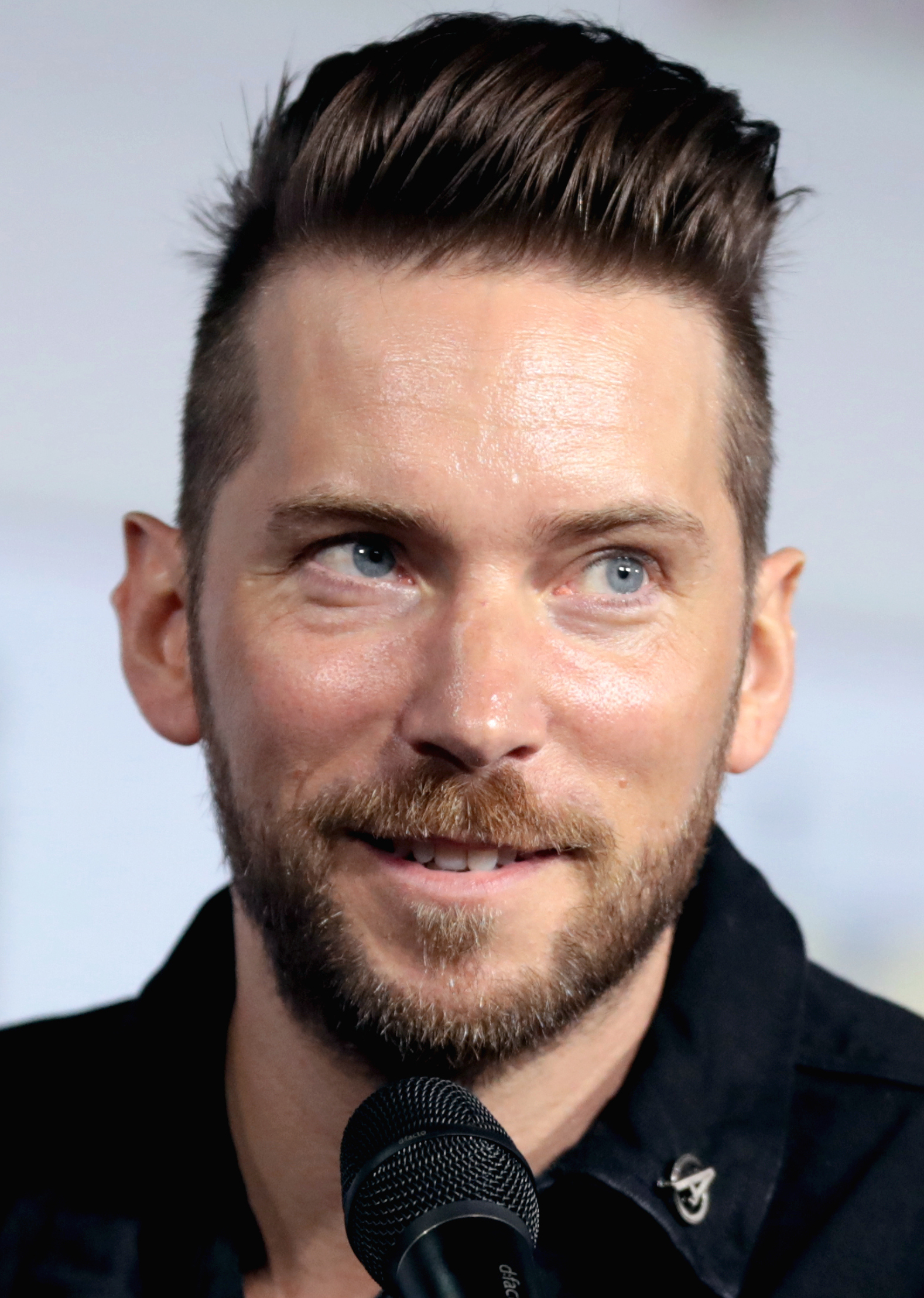
La performance de Troy Baker en tant que Joel a reçu des éloges et des récompenses.

Le personnage de Joel a reçu des commentaires généralement positifs. Colin Moriarty ' IGN a trouvé qu'il se souciait du personnage et le considérait comme sympathique. Andy Kelly de Computer and Video Games a écrit que Joel "a une chaleur sympathique dans son ton traînant de texan laconique". Jim Sterling de Destructoid a trouvé Joel sympathique malgré son impatience et son ton dur. Oli Welsh ' Eurogamer a estimé qu'à la fin du jeu, Joel et Ellie étaient "passés de clichés à des personnages plus profonds". À l'inverse, Tom Mc Shea de GameSpot a trouvé Joel peu aimable et sans rapport.
Les critiques ont loué la relation entre Joel et Ellie. Matt Helgeson de Game Informer a écrit que la relation était "poignante" et "bien écrite", Richard Mitchell ' Joystiq l'a trouvée "authentique" et émouvante, et Moriarty ' IGN l'a identifiée comme un point culminant de le jeu. ' Eurogamer's Welsh ont estimé que les personnages avaient été développés avec "une réelle patience et compétence". Philip Kollar de Polygon a découvert que la relation était facilitée par les conversations facultatives du jeu. Kimberly Wallace de Game Informer a nommé Joel et Ellie l'un des "meilleurs duos de jeu de 2013", appréciant leur intérêt à se protéger mutuellement. Kyle Hilliard ' Game Informer a comparé la relation de Joel et Ellie à celle du Prince et Elika de Prince of Persia (2008), écrivant que les deux duos se soucient profondément l'un de l'autre et louant le "crescendo émotionnel" dans The Last of Us, qui il a jugé n'avait pas été atteint dans Prince of Persia . David Meikleham, ' PlayStation Official Magazine's, a désigné Joel et Ellie comme les meilleurs personnages d'un jeu PlayStation 3.
La performance de Baker a reçu des éloges. Edge a écrit qu'aux côtés d'Ellie de Johnson, Baker "respire de manière poignante dans les notes de grâce du script". Anthony Severino de PlayStation LifeStyle a estimé que la performance lui faisait se soucier du personnage, tandis que Giancarlo Valdes de VentureBeat a félicité Baker pour avoir ajouté avec "nuance et complexité" dans ce rôle. Pour son rôle dans The Last of Us, Baker a remporté le prix du meilleur acteur vocal au Spike VGX, et a été nommé pour le meilleur interprète du Daily Telegraph, dans la performance de personnage exceptionnelle aux DICE Awards  et pour interprète aux British Academy Video Games Awards. La performance de Baker dans The Last of Us Part II a également été saluée. Alex Avard ' GamesRadar + a découvert que Baker "vole certaines des meilleures scènes [du jeu] en tant que Joel" en ajoutant de la complexité qui enrichit le personnage et ses relations. Evan Lewis de Entertainment Weekly a écrit que Baker "mérite toutes les distinctions possibles pour sa performance déchirante". Dornbush ' IGN a loué la performance de Baker pour avoir dépeint la lassitude de Joel. Pour son rôle, Baker a remporté la performance de soutien exceptionnelle dans un drame aux National Academy of Video Game Trade Reviewers Awards. Il a été nommé pour Interprète dans un second rôle aux 17e British Academy Games Awards.